# Api Claudi Cras (cònsol 349 aC)
Api Claudi Cras (en llatí: Appius Claudius P. f. App. n. Crassus) va ser un magistrat romà. Era fill de Publi Claudi Cras i net d'Api Claudi Cras (cònsol 451 aC), i formava part de la gens Clàudia.
Es va destacar per la seva oposició a les lleis Licínies Sèxties, particularment pel que fa al nomenament de cònsols plebeus. L'any 362 aC a la mort del cònsol Genuci, va ser nomenat dictador per dirigir la guerra contra els hèrnics, que va derrotar. El 349 aC va ser elegit cònsol, però va morir al començament de l'exercici del càrrec.